# Basse Santa Su
Basse Santa Su vagy általánosan ismert Basse gambiai város a Gambia folyó déli szakaszánál. A legkeletibb fekvésű város az országban, fontos kereskedelmi városként is ismert. A 2009-es népszámlálás szerint lakossága 18 414 fő.

## Fordítás
- Ez a szócikk részben vagy egészben  a   Basse Santa Su című angol Wikipédia-szócikk fordításán alapul.  Az eredeti cikk szerkesztőit annak laptörténete sorolja fel. Ez a jelzés csupán a megfogalmazás eredetét és a szerzői jogokat jelzi, nem szolgál a cikkben szereplő információk forrásmegjelöléseként.